# Журкин, Игорь Викторович
Игорь Викторович Журкин (род. 21 сентября 1975, Ленинград) — российский хоккеист, нападающий. Тренер
Воспитанник колпинского «Ижорца». В сезоне 1992/93 дебютировал за вторую команду петербургского СКА, вновь играл за команду с сезона 1994/95. В сезоне 1996/97 выступал за шведский «Худиксвалль». В сезоне 1997/98 выступал за «СКА-2» и за СКА в РХЛ. В следующем сезоне играл за ЦСКА. Выступал за петербургские команды «Спартак» (1999/2000 — 2000/01) и «Компрессор» (2002/03).
С 2009 года — тренер в школе «СКА-Серебряные львы».